# Helena Hermanowska
Helena Hermanowska z d. Marciszewska ps. „Zaczyn”, „Pietrek”, (ur. 24 grudnia 1904 w Białymstoku, zm. 23 października 1953 tamże) – żołnierz Armii Krajowej w stopniu kapitana, nauczycielka, działaczka harcerska, więźniarka NKWD. Odznaczona Krzyżem Srebrnym Orderu Wojennego Virtuti Militari.

## Życiorys
Urodziła się w Białymstoku 24 grudnia 1904 w rodzinie Juliana i Józefy z d. Drozdziewicz. W 1916 wstąpiła do Związku Harcerstwa Polskiego i jednocześnie pracując jako nauczycielka, od 1928 pełniła funkcję hufcowej Hufca ZHP Białystok. Od 1931 komendantka jego Okręgu.
W 1939 została zaprzysiężona w stopniu podporucznika w SZP-ZWZ, gdzie w Obwodzie Btałystok-Miasto była szefem kancelarii Komendy tego obwodu, w którym zorganizowała służbę kobiet. Mianowana w maju 1942 szefem Referatu Wojskowej Służby Kobiet w Sztabie Okręgu Białostockiego Armii Krajowej z ps. „Zaczyn”, „Pietrek” przeprowadzając inspekcje służby kobiet w obwodach okręgu. Brała również udział w tajnym nauczaniu. W związku z zeznaniami aresztowanej referentki WSK Komendy Obwodu Augustów poszukiwało ją gestapo. Została jednak ostrzeżona, dlatego zdołała uniknąć nasilonych wówczas aresztowań i mogła kontynuować działalność konspiracyjną podczas II okupacji sowieckiej. Wówczas to Hermanowska m.in. współorganizowała akcję zbiorowych dezercji berlingowców. Kapitan Helena Hermanowska Rozkazem Komendy Okręgu Białostockiego AK Nr 11 z 10 XI 1944 została odznaczona Krzyżem Srebrnym Orderu Wojennego Virtuti Militari Pomimo wcześniejszych ostrzeżeń, w dniu 5 grudnia 1944 została aresztowana przez NKWD. Podczas pobytu w więzieniu była katowana, ale nikogo nie wydała. 1 lutego 1945 roku została wywieziona do Kazachstanu do obozu Stalinogorska. W 1947 powróciła do Polski i zamieszkała w rodzinnym mieście przy ul. Stołecznej 8.
Zmarła 23 października 1953, a pochowana została na cmentarzu św. Rocha w Białymstoku (sektor ID,  rząd 8, nr grobu 4). 

## Ordery i odznaczenia
- Krzyż Srebrny Orderu Virtuti Militari – rozkaz Komendy Okręgu Białostockiego AK Nr 11 z 10 listopada 1944[4]
- Srebrny Krzyż Zasługi z Mieczami – maj 1943